# جاك كالهون
جاك كالهون (بالإنجليزية: Jack Calhoun)‏ هو لاعب كرة قاعدة أمريكي، ولد في 14 ديسمبر 1879 في بيتسبرغ في الولايات المتحدة، وتوفي في 27 فبراير 1947 في سينسيناتي في الولايات المتحدة.